# William Herrmann
William Herrmann   (Filadèlfia, 11 de gener de 1912 - Haverford, 6 d'octubre de 2003) va ser un gimnasta artístic estatunidenc que va competir durant la dècada de 1930.
El 1932 va prendre part en els Jocs Olímpics de Los Angeles, on guanyà la medalla de bronze en la prova de tumbling del programa de gimnàstica.